# Heaven & Hell (banda)
Heaven & Hell fou un grup de música que rep la col·laboració de membres actuals de Black Sabbath, Tony Iommi i Geezer Butler a més d'altres que en van ser antigament, com Ronnie James Dio i Vinny Appice. Els quatre membres de Heaven & Hell han gravat i fet gires amb Black Sabbath entre els anys 1980-1982 i 1991-1992. El 2006, quan es van reunir per gravar tres noves cançons per l'àlbum recopilatori, Black Sabbath: The Dio Years, van decidir embarcar-se en una gira durant el 2007-2008. Iommi (propietari de la marca Black Sabbath) va decidir anomenar el grup de gira com a Heaven & Hell per diferenciar el projecte que tenien amb Ozzy Osbourne per part de Black Sabbath. El nom va ser agafat pel nom del primer disc de Dio amb Black Sabbath, Heaven & Hell.

## Història

### Formació i primers dies
A l'entrevista de l'octubre del 2005 al programa Masters of Rock de la BBC Radio 2, Ronnie James Dio va revelar que havia tornat a treballar altre cop amb el guitarrista de Black Sabbath, Tony Iommi. Dio va mencionar que hi havia escrit dues cançons per al projecte amb el títol de Black Sabbath - The Dio Years. Iommi, el propietari del nom de Black Sabbath, va voler anomenar Heaven and Hell, aquest grup de col·laboració per distanciar-se del Black Sabbath d'Osbourne. El bateria de Black Sabbath, Bill Ward (que va tocar a l'àlbum de 1980 Heaven & Hell i el primer quart de la gira) va declinar ser el bateria perquè ja havien gravat tres noves cançons. El departament de Ward va enviar per reunir-se amb l'altre bateria de l'era Dio a Black Sabbath, Vinny Appice. Va ser Appice qui va substituir Ward a la gira Heaven and Hell original el 1980 i va seguir a Black Sabbath durant dos anys més coincidint amb l'entrada de Dio al grup durant 1980-1982 i altre cop quan Dio es va reunir amb el grup el 1991 i el 1992 (també donava suport a la versió d'Osbourne del grup breument el 1998).
L'agost de 2008, Heaven and Hell va participar en el Metal Masters Tour, amb Judas Priest, Motörhead i Testament. El grup està embarcat en una gira pel 2009, i va fer una parada al Sweden Rock Festival entre altres llocs, com el festival de Wâldrock als Països Baixos, Wacken Open Air i Sonisphere Festival a Knebworth al Regne Unit.

### The Devil You Know
Fins i tot abans del començament de la gira, els membres van dir que quan la gira de Heaven & Hell pel 2007 s'acabés, havien expressat els seus plans d'anar-se'n cadascú per la seva banda. Dio hauria tornat al seu grup (Dio), començant a produir Magica II i Magica III, les continuacions de l'àlbum de Dio del 2000, Magica. Això no obstant, a una entrevista del març del 2007, Dio i Iommi no van descartar la possibilitat de futures col·laboracions mentre tots dos es trobaven vinculats als compromisos contractuals per separat del 2008. A l'octubre del 2007 www.blabbermouth.net va informar que els membres del grup havien decidit continuar la seva col·laboració i treure un nou àlbum pel 2008, però el grup es va desfer després de la mort de Dio en 2010.

## Discografia
- Live from Radio City Music Hall (Rhino, 2007)[10]
- The Devil You Know (Rhino, 2009)
- Neon Nights: 30 Years of Heaven & Hell (Eagle Rock Entertainment, 2010)